# FAW-Volkswagen
FAW-Volkswagen — совместное предприятие FAW и Volkswagen, действующее с 6 февраля 1991 года.
Штаб-квартира компании расположена в Китае, в городе Чанчунь. По состоянию на 31 июля 2009 года, годовой объём производства превысил 513000 единиц.
Летом 2024 года компания выпустила 28-миллионный автомобиль.

## Лидерство
| С              | По              | Президент              |
| -------------- | --------------- | ---------------------- |
| 1991           | 1 января 1996   | Лин Ганвэй (林敢为)    |
| 1 января 1996  | 1 января 2002   | Лу Линкуй (陆林奎)     |
| 1 января 2002  | 1 января 2006   | Цинь Хуаньмин (秦焕明) |
| 1 января 2006  | 27 апреля 2013  | Ань Тичен (安铁成)     |
| 27 апреля 2013 | настоящее время | ЧЖАН Пицзе (张丕杰)    |

## Продукция

### Автомобили
Компания FAW-Volkswagen выпускает автомобили на заказ. Базовыми моделями являются Jetta VA3, Jetta VS5 и Jetta VS7.

### Двигатели
- Volkswagen EA211
- Volkswagen EA888

### Трансмиссии
- MT MQ200
- AQ160
- AQ250
- DSG DQ200/DQ381/DQ500

## Продажи
| Год             | 1991   | 1992   | 1993   | 1994   | 1995   | 1996   | 1997   | 1998    | 1999  | 2000   | 2001   | 2002   | 2003   |
| --------------- | ------ | ------ | ------ | ------ | ------ | ------ | ------ | ------- | ----- | ------ | ------ | ------ | ------ |
| Годовые продажи | —      | 7617   | 12500  | 7179   | 18649  | 25441  | 38586  | 62452   | 78755 | 111049 | 130761 | 207858 | 298006 |
| Год             | 2004   | 2005   | 2006   | 2007   | 2008   | 2009   | 2010   | 2011    |       |        |        |        |        |
| Годовые продажи | 300118 | 277527 | 351347 | 455654 | 490965 | 682374 | 858697 | 1018888 |       |        |        |        |        |